# Michele Mercati
Michele Mercati, né le 6 avril 1541, à San Miniato et mort à Rome le 25 juin 1593 , est un médecin italien. Il est directeur du jardin botanique de Rome sous quatre papes. On se souvient de lui aujourd'hui pour son rôle de précurseur en minéralogie, en paléontologie et en archéologie.

## Biographie
Michele Mercati est issu d'une famille bien connue de San Miniato, qui fait alors partie du duché de Florence. Son grand-père, de même nom que lui, appartenait au cercle humaniste de Marsile Ficin. Son père, Pietro, est médecin ; c'est lui qui se charge de sa première éducation.
Suivant les traces de son père, il étudie à l'université de Pise et devient, en 1565, docteur ès arts et en médecine. Le mieux connu de ses maîtres est Andrea Cesalpino. Il se lie avec Girolamo Mercuriale, Ulisse Aldrovandi et Melchior Wieland (de). Il sera très près de Ferrante Imperato.
Il est encore dans la vingtaine quand, probablement sur proposition de Cesalpino, on l'appelle à la cour de Pie V pour devenir préfet du jardin botanique de Rome, poste qu'il occupe durant les pontificats de Pie V, Grégoire XIII, Sixte Quint et Clément VIII ; il passe donc presque toute sa vie dans les États pontificaux. Aux collections vaticanes de livres (bibliothèque) et de végétaux (jardin botanique), il adjoint une collection minéralogique (« métallothèque »), aujourd'hui perdue mais dont le catalogue posthume est son ouvrage le plus célèbre.
Sixte Quint le nomme protonotaire apostolique. Il profite de sa mission en Pologne, où ses dons pour la diplomatie se font remarquer, pour ramasser des pierres et des plantes pour ses collections. Il est plus tard nommé directeur de l'arcispedale Santo Spirito in Saxia.
En 1566 il devient citoyen de Florence, et, en 1579, de Rome. Entre 44 et 49 ans il devient membre de la noblesse florentine, et l'année suivante de la noblesse romaine.
Il meurt à 52 ans, assisté de saint Philippe Néri et du vénérable Cesare Baronio ; sa tombe se trouve dans l'église Santa Maria in Vallicella.

## Contributions

### Œuvres autres que laMétallothèque
En médecine, Mercati écrit un ouvrage sur la peste, traduit en espagnol ; on peut mentionner que sa conduite durant une épidémie de peste à Rome lui vaut un grand respect.
En archéologie, il écrit (il est alors en Pologne, donc loin des objets eux-mêmes) sur les obélisques de Rome.

### LaMétallothèque
C'est par sa Métallothèque, publiée 176 ans après sa mort, que Mercati fait figure de pionnier.
« Métallothèque » désigne d'abord la partie des musées du Vatican créée par Mercati tôt après sa nomination comme directeur du jardin botanique, et destinée à recueillir des objets, des « métaux » (on dirait aujourd'hui des minéraux) ; d'où le rôle donné à Mercati dans la fondation de la minéralogie. Cette collection est aujourd'hui dispersée.
« Métallothèque » désigne aussi le catalogue de ce musée, rédigé par Mercati, illustré par Antonius Eisenhoit (de) et publié en 1717. Ce long retard à publier l'ouvrage peut expliquer la place — modeste — donnée à Mercati dans l'histoire de la science. Mercati a toutefois pu influencer Nicolas Sténon, qui a intégré à l'un de ses propres ouvrages une gravure préparée pour le manuscrit de Mercati,,.
Le mérite qu'on reconnaît à Mercati c'est d'avoir mis un début d'ordre dans les « curiosités » des cabinets de curiosités et la justesse de ses intuitions en le faisant. Recevant les envois des missionnaires au pape, il a été parmi les premiers à classer des objets d'Amérique et d'Asie. Il soupçonne — parmi les premiers — que certaines des pierres que la foudre est censée laisser sur son passage (en latin « ceraunia ») sont en fait des produits de l'industrie humaine (des outils ou armes préhistoriques). Avec ses ammonites, tirées du faciès Rosso Ammonitico, il ouvre une voie vers la paléontologie ; un genre d'ammonites, Mercaticeras, porte aujourd'hui son nom.

## Œuvres
- Du vivant de Mercati
  - (it) Instruttione sopra la peste, 1576 — Avec opuscules sur les poisons, la podagre et la paralysie
    - (es) Instrucción sobre la peste, 1648 — Traduction espagnole

  - (it) Degli obelischi di Roma, 1589
    - (it) Considerationi sopra gli avvertimenti del S. Latino Latini, 1590 — Réponse aux remarques de Latino Latini sur Degli obelischi
    - (it) Gli obelischi di Roma, édition de Gianfranco Cantelli, Bologne, Cappelli, 1981 — Édition critique moderne
- Posthume : la MétallothèqueLa première publication est de 1717 ; deux ans après paraissent l’Appendice et une édition intégrant la Métallothèque et l'Appendice. Les hyperliens de nos notes conduisent vers des pages de l'ouvrage de 1717. Les illustrations de la galerie sont généralement tirées de l’Appendice.
  - (la) Metallotheca Vaticana, 1717 — Table des matières : p. lxiGiovanni Maria Lancisi est présenté comme le responsable de l'édition, mais c'est son disciple et ami Pietro Assalti qui a accompli le gros du travail — notamment d'annotation[18],[9],[19].
  - (la) Appendix ad Metallothecam Vaticanam, 1719On trouve dans cet appendice 19 gravures qui illustrent le texte de la Métallothèque et 8 lettres adressées à Lancisi, ou par lui, à propos de l'ouvrage.
  - (la) Metallotheca Vaticana, 1719 — Table des matières : p. lxiComprend le texte et l'appendice.

## Galerie
Légende
M : légende de Mercati (en latin)

F : légende en français

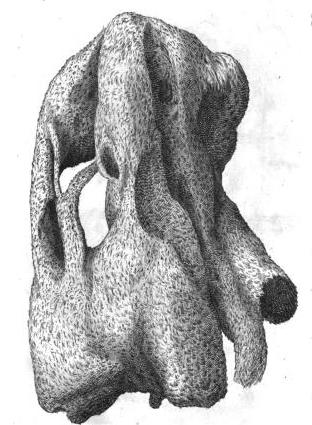
M : Quartum Dioscoridis alcyonium[Loc 1],[Gal 1]
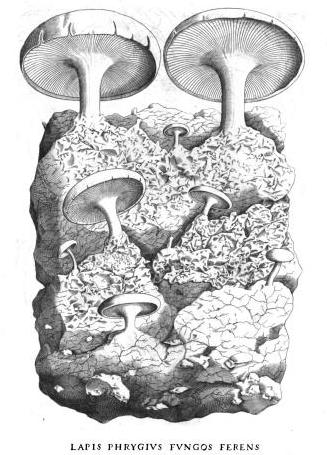
M : Lapis Phrygius fungos ferens[Loc 2] F : Pierre phrygienne[Gal 2], avec champignons
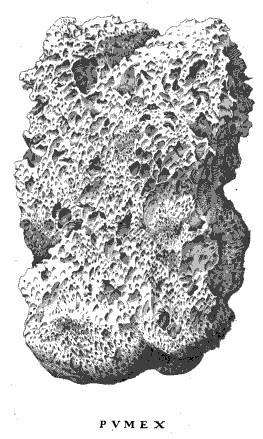
M : Pumex F : Pierre ponce[Loc 3]
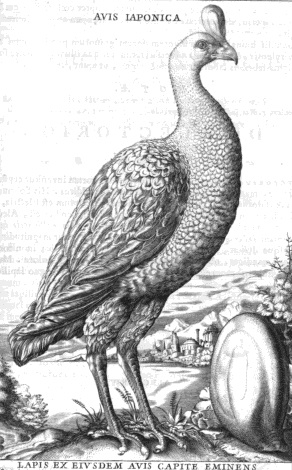
M : Avis Japonica[Loc 4] F : Oiseau japonais[Gal 3],[Gal 4]
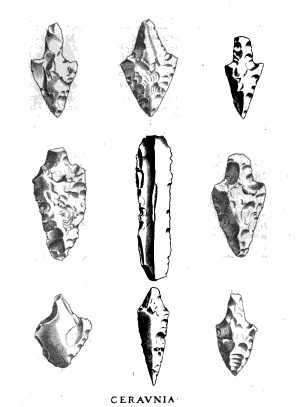
M : Ceraunia[Loc 5] F : « Pierres de foudre », ou plutôt outils et armes préhistoriques
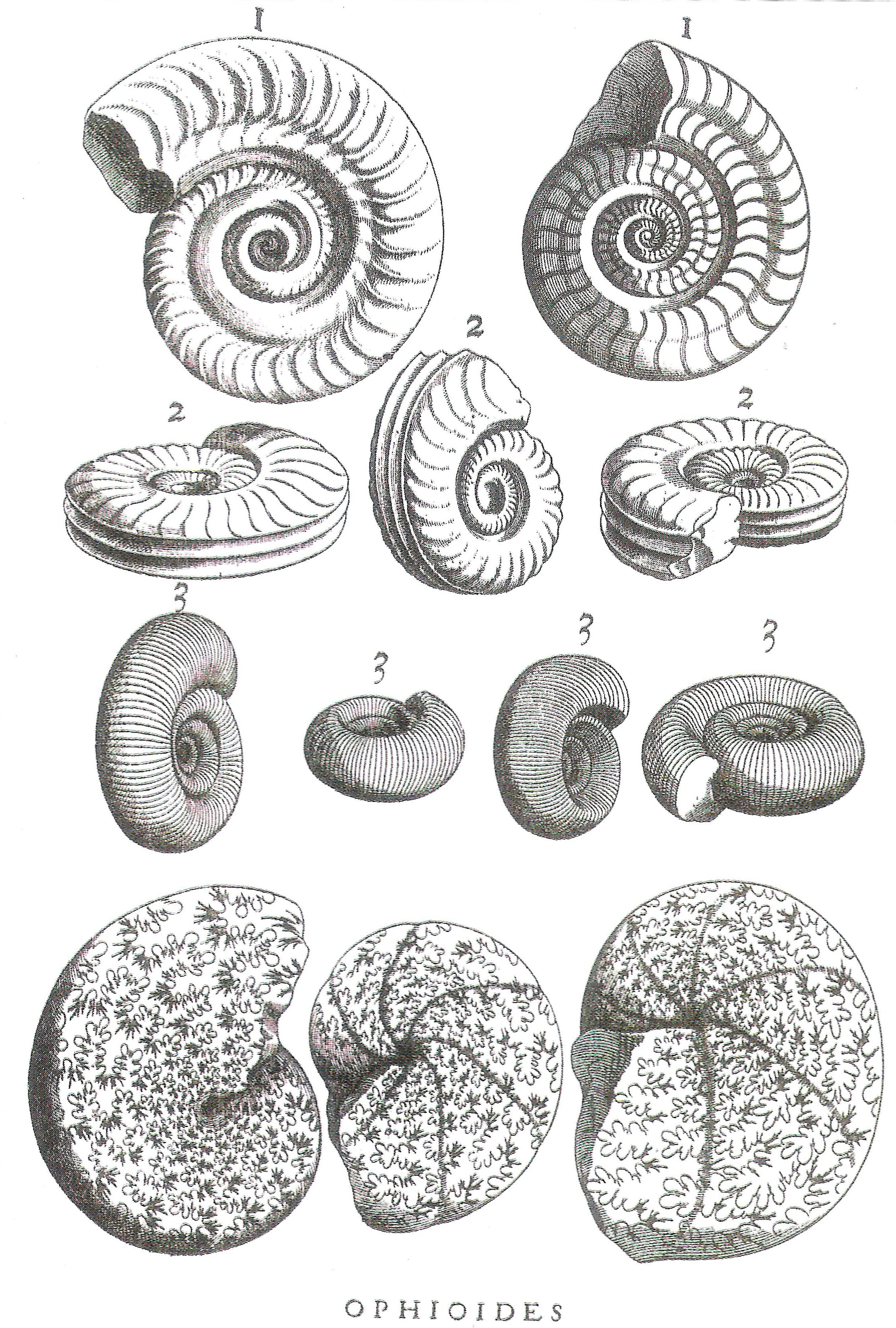
M : Ophioides[Loc 6] F : Ammonites[Gal 5]
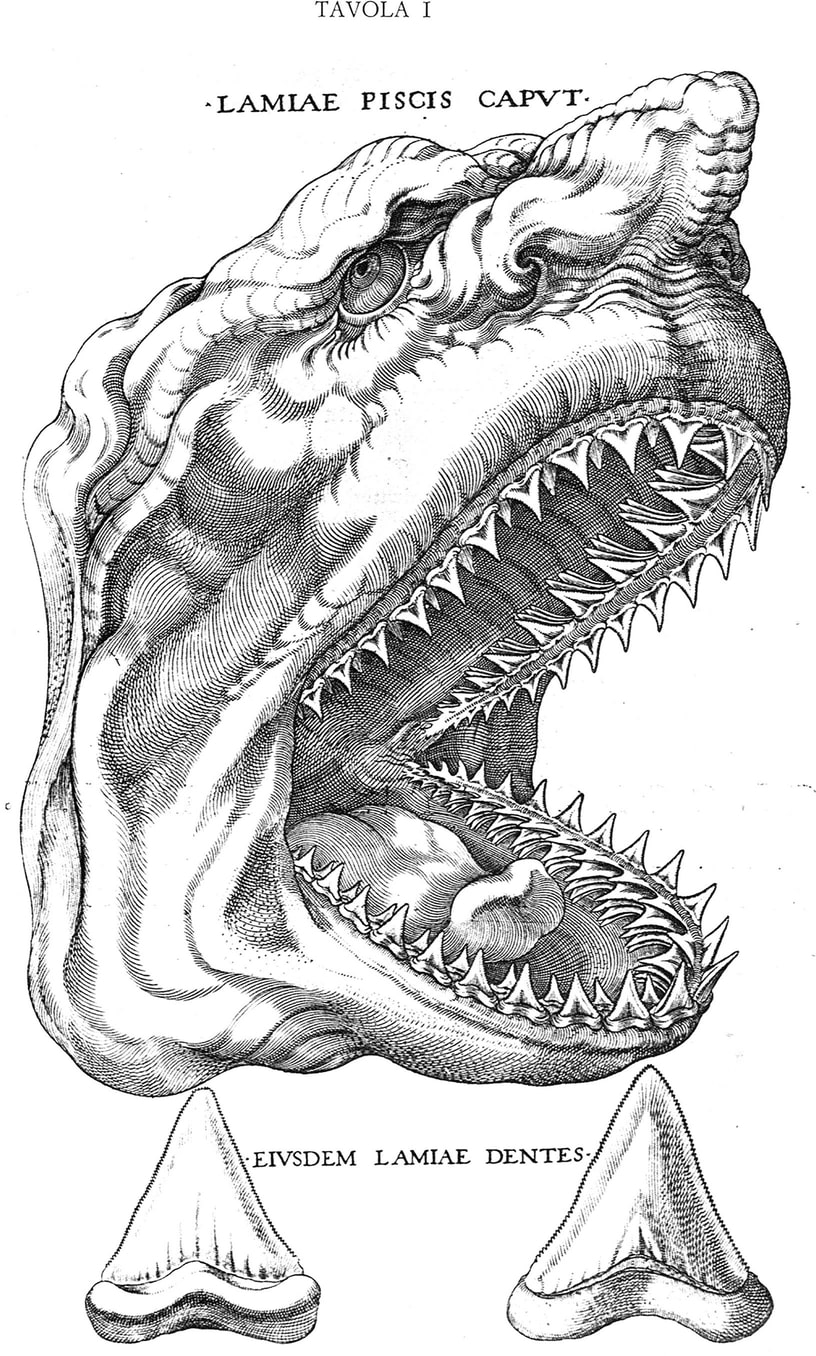
M : Lamiae[Loc 7],[Gal 6] piscis caput (en haut) Ejusdem lamiae dentes (en bas) F : Tête et dents de requin (glossopètres)[Gal 7]
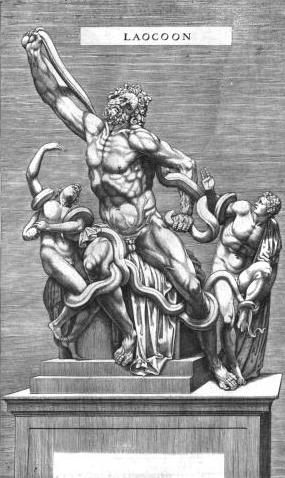
Laocoon[Loc 8]
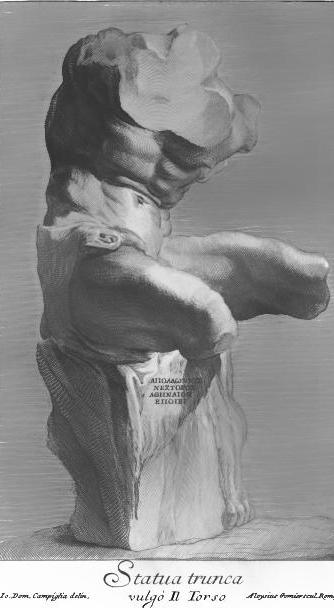
M : Statua trunca e marmore Pario[Gal 8] F : Statue mutilée, en marbre de Paros (Torse du Belvédère)[Loc 9]

1. ↑  Cette gravure, et quelques autres, sont signées « Aloysius (illisible) sculp. ». = « Aloysius […] sculpsit » = « Luigi […] a gravé ».
2. ↑  Thomas Corneille, Dictionnaire universel des termes des arts et des sciences, vol. 4, 1694, p. 211. Ou : Nicolas Lemery, Dictionnaire universel des drogues simples, 1760, p. 414. Ou : Johann Georg Keyssler, Travels through Germany, Bohemia…, vol. 2, 1757, p. 350.
3. ↑  Ce qu'il y a de « minéral » se trouve au sommet de la tête de l'oiseau. On en voit une représentation séparée en bas à droite.
4. ↑  Traduction anglaise du texte de Mercati : Literary Magazine and British Review, vol. 6, 1791, p. 281.
5. ↑  Voir les articles it:Monte Petrano et it:Cantiano de la Wikipédia en italien. Mercati écrit (p. 310) : « Le troisième mont Petrano n'est pas loin ». Ces ammonites appartiennent au genre appelé Mercaticeras, en l'honneur de Mercati.
6. ↑  Émile Moreau, Histoire naturelle des poissons de la France, vol. 1, 1881, p. 302.
7. ↑  Cette gravure fut d'abord préparée pour le manuscrit de Mercati. Nicolas Sténon s'en servit, en mentionnant la source ; notre image est tirée du livre de Sténon. Ensuite le manuscrit de Mercati fut publié.
8. ↑  On lit : « Io. (=Giovanni) Dom[enico(?)] Campiglia delin[eavit] (=a dessiné) — Aloysius (=Luigi) (illisible) scul[psit] (=a gravé) Roma », c'est-à-dire : dessin de Luigi Domenico Campiglia, gravure de Luigi (patronyme illisible). Nous donnons l'illustration de la Metallotheca, pas celle de l'Appendice.

Abréviations
Arm. : armoire : numéro de l'armoire dans le musée

chap.  : chapitre

p.  : numéro de la page dans l'édition de 1717 de la Metallotheca (cela peut être la page non numérotée suivant celle dont on donne le numéro.)
1. ↑  Arm. 6, chap. 5, p. 100
2. ↑  Arm. 7, chap. 4, p. 147.
3. ↑  Arm. 7, chap. 7, p. 150.
4. ↑  Arm. 8, chap. 5, p. 181.
5. ↑  Arm. 9, chap. 16, p. 244.
6. ↑  Arm. 9, chap. 51, p. 310.
7. ↑  Arm. 9, chap. 69, p. 333
8. ↑  Arm. 10, chap. 3, p. 356.
9. ↑  Arm. 10, chap. 3, p. 366.

### Sources et textes de référence
- (it) Bruno Accordi, Michele Mercati (1541 – 1593) e la « Metallotheca » — Tiré de Geologica romana, 19 (1980), p. 1–50
- (it) Elisa Andretta, « Mercati, Michele », dans Dizionario biografico degli Italiani, vol. 73, 2009
- (en) David L. Clarke, Analytical Archaeology, 2e  éd., Londres, Methuen, 1978  (ISBN 0-416-85460-5)
- (la) Carlo Magelli, « Vita Michaelis Mercati », dans Metallotheca Vaticana, 1717, p. xxi–xxvi — Biographie
- (it) Luigi Gaetano Marini, « Michele Mercati », dans Degli archiatri pontifici (Les archiatres pontificaux), vol. 1, 1784, p. 459
- Jean-Pierre Niceron, « Michel Mercati », dans Mémoires pour servir à l'histoire des hommes illustres…, t. 38, 1737, p. 145
- (it) Misael Pieragnoli, Della vita e delle opere di Michele Mercati juniore, 1853, 40 p.
- Charles Weiss, « Mercati (Michel) », dans Louis-Gabriel Michaud, Biographie universelle, t. 28, 1821, p. 337
- (en) Richard S. Westfall, « Mercati, Michele » — Site The Galileo Project

### Listes bibliographiques
- Andretta
- Mercati, Michele — Site The Mineralogical Record